# Visions of the Emerald Beyond
Visions of the Emerald Beyond (Visiones de la Esmeralda del Más Allá) es un álbum de jazz fusión del grupo Mahavishnu Orchestra , y el segundo, publicado por su segunda encarnación.
De acuerdo con las notas, el álbum fue grabado en los Electric Lady Studios en Nueva York de 4 de diciembre hasta el 14 de diciembre de 1974. Fue entonces mezclado en Trident Studios en Londres del 16 de diciembre hasta el 24 de diciembre de 1974. 

## Listado de temas
- Todas las canciones por John McLaughlin , excepto "Cosmic Strut" por Narada Michael Walden.

1. "Eternity's Breath, Pt. 1" - 3:10
2. "Eternity's Breath, Pt. 2" - 4:50
3. "Lila's Dance" - 5:37
4. "Can't Stand Your Funk" - 2:10
5. "Pastoral" - 3:41
6. "Faith" - 2:01
7. "Cosmic Strut" - 3:29
8. "If I Could See" - 1:17
9. "Be Happy" - 3:33
10. "Earth Ship" - 3:43
11. "Pegasus" - 1:48
12. "Opus 1" - 0:25
13. "On the Way Home to Earth" - 4:45

## Personal
- John McLaughlin - guitarra, voces
- Steve Kindler - 1 º violín
- Jean-Luc Ponty - violín, voz, violín eléctrico, violín barítono
- Ralphe Armstrong - bajo, guitarra, voz, contrabajo
- Philip Hirschi - violonchelo
- Bob Knapp - flauta, trompeta, fliscorno, voces, viento
- Narada Michael Walden - percusión, batería, voces, clavinet
- Gayle Moran - teclados, voces
- Carol Shive - violín segundo, voces
- Russell Tubbs - saxo soprano y alto

- Datos: Q1160852